# Niamh
Niamh ist ein irischer weiblicher Vorname.
Er wird „Niev“ oder „Niiv“ ausgesprochen (in Lautschrift: /niːəv/ oder /niːv/).

## Bedeutung und Varianten
Niamh bedeutet „die Strahlende“ oder „die Schöne“. Weitere Schreibweisen sind „Neave“ und „Niav“.
In englischsprachigen Ländern wird Niamh aufgrund der ähnlichen Aussprache auch Neve geschrieben.

## Namensträgerinnen
- Niamh Algar (* 1992), irische Schauspielerin
- Niamh Bhreathnach (1945–2023), irische Politikerin der Irish Labour Party
- Niamh Kavanagh (* 1968), irische Sängerin
- Niamh McGrady (* 1983), britische Schauspielerin
- Niamh O’Sullivan (* 1994), irische Opern- und Konzertsängerin
- Niamh Wilson (* 1997), kanadische Schauspielerin
- Niamh Charles (* 1999), englische Fußballspielerin
- Niamh Fisher-Black (* 2000), neuseeländische Radrennfahrerin

## Sonstiges
- Niamh (Mythologie) – eine Elfenkönigin aus dem Anderswelt-Land Tír na nÓg
- LÉ Niamh (P52), ein hochseetüchtiges Patrouillenboot des Irish Naval Service, trägt den Namen dieser Sagengestalt.